# TCP卸載引擎
TCP卸載引擎（英語：TCP offload engine，縮寫為TOE）是一種TCP加速技術，是將TCP/IP的部分工作負載移轉到網卡（NIC）上用硬體來完成计算。這個功能常見於高速乙太網介面上，如吉比特乙太網路（GbE）或10吉比特乙太網路（10GbE），在這些介面上，處理TCP/IP封包表頭的工作變得較為沈重，由網卡硬體進行可以減輕CPU的負擔。